# Phaya Naga
El Phaya Naga (tailandés:พญานาค) es un naga, criaturas míticas parecidas a serpientes, que se cree vive en el río Mekong o en estuarios. Algunos han intentado explicar los avistamientos como peces remo, peces elongados con crestas rojas; aun así, estos son exclusivamente marinos y normalmente viven en grandes profundidades. Personas en Laos y Tailandia atribuyen el fenómeno de las bolas de fuego de Naga a estas criaturas.

## Historia
La mitología de Laos sostiene que el Naga es el protector de Vientián, y por extensión, del estado de Laos. La asociación del Naga fue claramente articulada durante e inmediatamente después del reinado de Anouvong. Un poema importante de este periodo San Lup Bo Sun (o San Leupphasun Lao: ສານລຶພສູນ) habla de las relaciones entre Laos y Siam en una manera muy sutil, utilizando al Naga y a Garuda, para representar a Laos y a Siam, respectivamente.
El Naga está incorporado extensamente en la iconografía de Laos, y aparece prominentemente en la cultura Lao a lo largo del país, no solo en Vientián.